# My Homies Part 2
My Homies Part 2 é o nono álbum de estúdio do rapper Scarface, e a sequência do seu álbum de 1998, My Homies. Lançado como um álbum duplo, My Homies Part 2 foi um sucesso, chegando ao número 12 da parada americana Billboard 200.

## Lista de faixas
| #  | Título                     | Produtor(es)           | Intérprete (s)                                      |
| -- | -------------------------- | ---------------------- | --------------------------------------------------- |
| 1  | "Intro"                    | Bigg Tyme              | 1:09                                                |
| 2  | "Definition of Real"       | N.O. Joe               | Z-Ro, Ice Cube                                      |
| 3  | "Never Snitch"             | Tone Capone, Scarface  | Beanie Sigel, The Game                              |
| 4  | "Man Cry"                  | Mike Dean              | Z-Ro                                                |
| 5  | "Street Lights"            | Bigg Tyme              | Yung Redd, Lil' Ron                                 |
| 6  | "We Out Here"              | Salih Williams         | Skip, Ghetto Slaves(Eazymoney & Reggie Hammin)      |
| 7  | "Gotta Get Paid"           | Tone Capone, Mike Dean |                                                     |
| 8  | "Club Bangaz"              | KLC                    | Partners-N-Crime, Juvenile                          |
| 9  | "Platinum Starz"           | Bigg Tyme              | Lil' Flip, Chamillionaire, Bun B                    |
| 10 | "Always"                   | Tran Chilla            | Spaide R.I.P.P.E.R.                                 |
| 11 | "Tryin' To Fuck Something" | Mr. Fat                | Vicious                                             |
| 12 | "Pass The Itchy"           | JOE TRAXX              | 3:11                                                |
| 13 | "Southern Nigga"           | Mr. Lee                | Mr. Lee, Rell, 8 Ball, E-Rock, Lil' Keke, Slim Thug |
| 14 | "My Life"                  | Tone Capone, Mike Dean | Geto Boys                                           |

4:58

## Faixas do Disco Bônus
| #  | Título                    | Produtor(es)           | Intérprete (s)                              |
| -- | ------------------------- | ---------------------- | ------------------------------------------- |
| 1  | "Gangsta"                 | Mr. Lee                | Lil Keke, Coota Bang                        |
| 2  | "Too Much"                | Criminal Manne         | Lil' Flip, Criminal Manne, MJG              |
| 3  | "What It Do"              | Mr. Mixx               | Yukmouth, E-Rock, Bun B                     |
| 4  | "Never Snitch (Original)" | Tone Capone, Scarface  |                                             |
| 5  | "Pimp Hard"               | Mr. Lee                | Z-Ro, Pimp C, Juvenile, Petey Pablo         |
| 6  | "Deez Bitches"            | Bigg Tyme              | Lil' Ron, Devin the Dude, Dolla Boy         |
| 7  | "Crazy"                   | Bigg Tyme              | Dolla Boy, Mike Jones, Billy Cook           |
| 8  | "The Corner (Remix)"      | Kanye West             | Common, Kanye West, The Last Poets, Mos Def |
| 9  | "Street Shit"             | The Legendary Traxster | Do or Die                                   |
| 10 | "Twinkle Twinkle"         | Don P                  | Trilltown Mafia                             |
| 11 | "Problems"                | Q-Stone, Rakesh        | Trae                                        |

## Posições do álbum nas paradas
| Ano  | Álbum            | Posições nas paradas | Posições nas paradas   | Posições nas paradas |
| Ano  | Álbum            | Billboard 200        | Top R&B/Hip Hop Albums |                      |
| 2006 | My Homies Part 2 | #12                  | #3                     |                      |